# Lew Palter
Lew Palter (* 3. November 1928 in New York City; † 21. Mai 2023 in Los Angeles, Kalifornien) war ein US-amerikanischer Schauspieler.

## Leben
Palert studierte an der Tufts University, machte seinen Master-Abschluss an der Alfred University und promovierte im Bereich Theater an der Northwestern University.
Palter spielte zunächst am Theater in den New York, bevor er sich Film und Fernsehen zuwandte. Er war von 1967 bis zuletzt 1997 in zahlreichen Fernseh- und Kinofilmen zu sehen, sein Schaffen umfasst mehr als 50 Produktionen. Bekannt wurde er vor allem durch seine Rolle als Isidor Straus in dem Film Titanic neben Leonardo DiCaprio. Nach diesem Film spielte er in keinem Film und keiner Serie mehr mit. Seit 1971 war er bis zu seinem Ruhestand im Jahr 2013 am California Institute of the Arts tätig.
Palter starb im Alter von 94 Jahren in seinem Zuhause in Los Angeles in Folge einer Lungenkrebserkrankung. Er hinterließ eine Tochter, seine Ehefrau starb 2020.

## Filmografie (Auswahl)
Filme
- 1971: The Steagle
- 1972: Lieutenant Schuster’s Wife (Fernsehfilm)
- 1974: Columbo: Schreib oder stirb (Publish or Perish, Fernsehreihe)
- 1976: Richie Brockelman: The Missing 24 Hours
- 1977: Stonestreet: Who Killed the Centerfold Model?
- 1981: Am ersten Montag im Oktober (First Monday in October)
- 1982: The Rules of Marriage (Fernsehfilm)
- 1985: Das Ass im Ärmel (Badge of the Assassin, Fernsehfilm)
- 1994: Alien Nation: Dark Horizon (Fernsehfilm)
- 1997: Alien Nation – Das Udara-Vermächtnis (Alien Nation: The Udara Legacy, Fernsehfilm)
- 1997: Titanic

Serien
- 1968: Ihr Auftritt, Al Mundy (It Takes a Thief, 1 Folge)
- 1968: Die Leute von der Shiloh Ranch (The Virginian, 1 Folge)
- 1968: Rauchende Colts (Gunsmoke, 1 Folge)
- 1969: Kobra, übernehmen Sie (Mission: Impossible, 1 Folge)
- 1970: High Chaparral (The High Chaparral, 1 Folge)
- 1967–1970: The Flying Nun (7 Folgen)
- 1970: Nanny und der Professor (Nanny and the Professor, 1 Folge)
- 1971: Doris Day in … (The Doris Day Show, 2 Folgen)
- 1972: FBI (The F.B.I., 1 Folge)
- 1974: Der Chef (Ironside, 1 Folge)
- 1974: Griff (1 Folge)
- 1974: Drei Mädchen und drei Jungen (The Brady Bunch, 1 Folge)
- 1974: Einsatz in Manhattan (Kojak, 1 Folge)
- 1974: Der Sechs-Millionen-Dollar-Mann (The Six Million Dollar Man, 1 Folge)
- 1975: McMillan & Wife (1 Folge)
- 1975: The Law (Miniserie, 3 Folgen)
- 1975: Der Unsichtbare (The Invisible Man, 1 Folge)
- 1975: Three for the Road (1 Folge)
- 1976: Baretta (1 Folge)
- 1976: Die Sieben-Millionen-Dollar-Frau (The Bionic Woman, 1 Folge)
- 1971–1977: Ein Sheriff in New York (McCloud, 3 Folgen)
- 1976–1977: Delvecchio (2 Folgen)
- 1977: Drei Engel für Charlie (Charlie’s Angels, 1 Folge)
- 1979: Soap – Trautes Heim (Soap, 1 Folge)
- 1980: Der unglaubliche Hulk (The Incredible Hulk, 1 Folge)
- 1981: Die Waltons (The Waltons, 1 Folge)
- 1982: Bosom Buddies (1 Folge)
- 1982: Too Close for Comfort (1 Folge)
- 1982: Cagney & Lacey (1 Folge)
- 1983: Das A-Team (The A-Team, 1 Folge)
- 1985: Polizeirevier Hill Street (Hill Street Blues, 2 Folgen)
- 1986–1987: L.A. Law – Staranwälte, Tricks, Prozesse (L.A. Law, 3 Folgen)
- 1989: Day by Day (1 Folge)